# Petite Maman – Als wir Kinder waren
Petite Maman – Als wir Kinder waren (Originaltitel Petite Maman, franz. für „Kleine Mutter“) ist ein französischer Spielfilm von Céline Sciamma aus dem Jahr 2021. In dem Jugendfilm wird ein kleines Mädchen durch eine Zeitschleife zur Freundin ihrer eigenen Mutter aus Kindertagen (dargestellt von den Zwillingsschwestern Joséphine und Gabrielle Sanz).
Der Film wurde im Jahr seiner Veröffentlichung in den Wettbewerb der 71. Internationalen Filmfestspielen Berlin eingeladen. Der offizielle Kinostart in Frankreich erfolgte am 2. Juni 2021, in Deutschland am 17. März 2022.

## Handlung
Nach dem Tod ihrer geliebten Großmutter hilft Nelly ihren Eltern beim Ausräumen des Hauses. Das achtjährige Mädchen erkundet den Ort, wo ihre Mutter einst aufwuchs. Der umliegende Wald diente ihr als Spielplatz, in dem sie eine selbstgebaute Hütte aus Ästen besaß.
Als ihre depressive Mutter eines Tages unvermittelt abreist, lernt Nelly die gleichaltrige Marion im Wald kennen. Sie hilft ihr beim Transport eines schweren Astes, den Marion für den Bau einer Hütte verwenden möchte. Als es anfängt zu regnen, flüchten die Mädchen zu Marion nach Hause. Dort muss Nelly erkennen, dass sie sich in einer Zeitschleife befindet und um fast 25 Jahre in die Vergangenheit gereist ist – bei Marion handelt es sich um ihre Mutter, der eine Operation im Krankenhaus bevorsteht. Auch die Großmutter ist noch am Leben und bewohnt ihr vollmöbliertes Haus. Aus Angst flüchtet Nelly durch den Wald, in die Gegenwart zu ihrem Vater zurück.
In den nächsten Tagen besucht Nelly regelmäßig Marion. Die beiden arbeiten weiter an dem Unterschlupf im Wald und hegen eine gemeinsame Vorliebe für Rollenspiele. Auch kann Nelly mit ihrer Großmutter Zeit verbringen, von der sie sich kurz vor ihrem Tod nicht richtig verabschieden konnte. Eines Tages weiht Nelly Marion in ihr Geheimnis ein und führt sie durch den Wald in ihre Gegenwart zum leergeräumten Haus. Auch stellt sie die neue Spielgefährtin ihrem Vater vor, der die auffällige Ähnlichkeit der beiden Mädchen nicht bemerkt. Nelly überredet ihren Vater, einen Tag länger zu bleiben und ihr zu erlauben, bei Marion zu übernachten.
Die Mädchen nutzen die wenige Zeit, die ihnen bleibt, um die Hütte im Wald fertigzustellen, einen Bootsausflug zu machen und Marions Geburtstag zusammen mit der Großmutter zu feiern. Als Marion am nächsten Tag ihre Sachen für das Krankenhaus packt, kommen bei Nelly Zweifel auf, ob sie ihre oft schwermütige Mutter jemals wiedersehen wird. Marion muntert sie auf und sagt ihr, die Traurigkeit sei nicht Nellys Fehler, sie habe sie nicht erfunden. Am Ende brechen Marion und ihre Mutter zum Krankenhaus auf. Nelly hat nun die Gelegenheit, sich von ihrer Großmutter zu verabschieden. Sie kehrt durch den Wald in die Gegenwart zurück. Im Haus wird sie von ihrer Mutter erwartet, die zurückgekehrt ist. Marion entschuldigt sich bei Nelly für ihre spontane Abreise. Beide umarmen einander und nennen sich bei den Vornamen.

## Entstehungsgeschichte

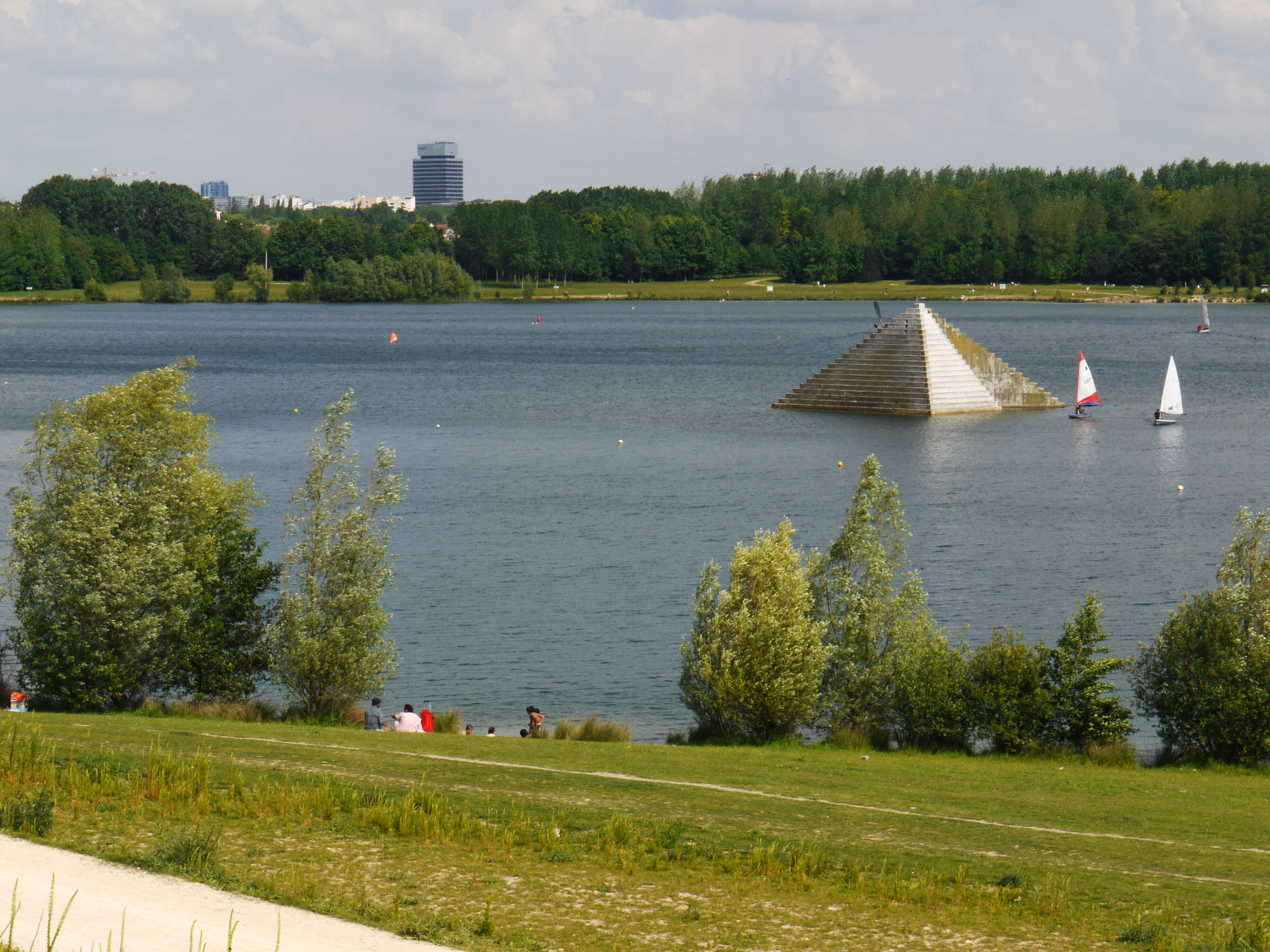
Die im Film auftauchende Pyramide im Axe majeur

Petite Maman ist der fünfte Spielfilm von Céline Sciamma. Nach dem Erfolg ihres vorangegangenen Films Porträt einer jungen Frau in Flammen (2019) arbeitete sie erneut mit ihrer bevorzugten Kamerafrau Claire Mathon und der Produzentin Bénédicte Couvreur (Lilies Films) zusammen. Das Drehbuch schrieb Sciamma im Sommer 2020, die später angab, sie habe sich den Film „erträumt“. Die Dreharbeiten fanden vom 26. Oktober bis 4. Dezember 2020 in Paris statt. Die Außenaufnahmen fanden an Orten statt, an denen Sciamma selbst aufgewachsen ist. Die Bootsszene, in der die Mädchen auf einem See in eine Pyramide rudern, wurde in dem skulpturalen Landschaftsgarten Axe Majeur in Cergy-Pontoise abgedreht, der 1980 von Dani Karavan gestaltet wurde. Die Innenaufnahmen fanden im Filmstudio in einem nachgebauten Haus statt, um eine „völlig zeitlose“ Atmosphäre schaffen zu können. Dazu trug auch die Kleidung der Mädchen bei. Sciamma begutachtete Klassenfotos aus den 1950er-Jahren bis in die Gegenwart und erstellte dafür einen Katalog der zeitlosesten Modeartikel der letzten Jahrzehnte. Die Stücke kaufte sie im Internet. Zum Neo-Achtzigerjahre-Musikstück La musique du futur, dem die Mädchen im Film über Nellys Kopfhörer lauschen, schrieb Sciamma auch den Text.
Sciamma plante Petite Maman als Film für die gesamte Familie, für Kinder, Eltern und Großeltern als Zuschauer. Beim Ansehen soll der Film trösten und Fantasie abgeben. Sciamma betonte bei der Vorstellung des Films auf der Berlinale, dass Kinder als vollwertige Menschen angesehen werden müssen, die unter denselben Krisen leiden wie alle. Sie stellte klar, dass sie kein Porträt eines Kindes abliefere: „Ich habe keine besondere Beziehung zu ihnen, ich bin kein Kind in meinem Kopf“.
International soll der Film von MK2 Films vertrieben werden.

## Rezeption
Aufgrund der COVID-19-Pandemie erfolgte die Vorpremiere von Petite Maman im März 2021 beim „Industry Event“ der Berlinale, wo der Film in den Wettbewerb um den Goldenen Bären aufgenommen wurde. Der reguläre Kinostart in Frankreich erfolgte am 2. Juni 2021, noch vor der eigentlichen Berlinale-Uraufführung am 15. Juni 2021 im Rahmen des Publikumsfestivals („Summer Special“).
Der Film schnitt im internationalen Kritikenspiegel der britischen Fachzeitschrift Screen International von allen 15 Wettbewerbsfilmen mit 2,6 von vier möglichen Sternen als siebtbester ab, während der japanische Spielfilm Das Glücksrad und die deutsche Dokumentation Herr Bachmann und seine Klasse die Rangliste mit je 3,3 Sternen anführten.
Elisabeth Franck-Dumas (Libération) räumte dem „schönen Trauerfilm“ Chancen auf einen Berlinale-Preis ein. Sciammas Regiearbeit sei ein „wunderschöner Film über die Konstruktion der Mutterschaft, der sowohl aus Überlieferung als auch aus Improvisation“ bestehe. Die Regisseurin spüre damit wieder dem Thema Kindheit nach, und das Werk ähnle mehr Tomboy (2011) als ihrem vorangegangenen Erfolgsfilm Porträt einer jungen Frau in Flammen. Franck-Dumas zog in der „Erinnerungssortierung“ einen thematischen Bezug zum ebenfalls im Wettbewerb befindlichen Beitrag Memory Box, Petite Maman wirke aber viel origineller und weniger bemüht. Die aufgegriffene erfundene Dramaturgie der Mädchen, die aus dem Bau einer Hütte, der Zubereitung von Pfannkuchen und Rollenspielen bestehe, sei viel interessanter, als Spannung zu erzeugen. Als intelligent und erleichternd empfand es Franck-Dumas, dass die mütterliche Qualität großzügig auf alle Figuren verteilt werde, anstatt auf eine einzelne.
Auch die deutschsprachige Fachpresse stimmte in die Preischancen für Petite Maman mit ein. Andreas Kilb (Frankfurter Allgemeine Zeitung) zählte den Film zu einem „Kino der Wünsche“ und zu einem jener Glücksmomente, die man auf einem Festival suche. Laut Kilb lasse Petite Maman „wie jedes gelungene Kunstwerk“ die Grenzen des Genres (Jugendfilm) hinter sich. Sciamma habe aus dem Plot „eine Meditation in Bildern gemacht, die immer ganz nah am Realen sind und zugleich tief im Phantastischen wurzeln, ein Treffen zwischen den Generationen, wie es nur im Kino, dieser Zauberkiste der Zeitlosigkeit, visuell glaubhaft“ sei. Nicht alles, was der Film erzähle, müsse man verstehen. Tim Caspar Boehme (die tageszeitung) zählte Petite Maman zu einem der Höhepunkte des Berlinale-Wettbewerbs, neben dem japanischen Beitrag Gūzen to sōzō. Durch den „einfachen Trick“ der Zeitreise avanciere der anfangs wie eine Fernsehproduktion „unscheinbar schlicht“ inszenierte Film „zu einem magischen Gedankenspiel“. Es gehe um die Rollen „von Mutter und Tochter, und um Trauer als Teil des Erwachsenwerdens“. „Mit sehr leichter Hand“ baue die Regisseurin „Spukelemente in diese surreale Erzählung mit ein, die sich aus der mysteriösen Freundschaft“ ergebe, so Boehme, der auch die Kameraarbeit des Films lobte.
Kathleen Hildebrand (Süddeutsche Zeitung) fasste Trost als Thema des Films auf. Sciamma gehe mit Petite Maman weit über die „Fantasie eines Kinderspiels“ hinaus. Die Mädchen würden sich mit „einer Ernsthaftigkeit und Poesie über die Dinge des Lebens“ unterhalten, „die den emotionalen Horizont vieler Erwachsener übersteigen dürfte“.
Der offizielle Kinostart in Deutschland fand am 17. März 2022 statt. Die Redaktion des deutschen Online-Portals Filmdienst wählte das Werk auf Platz acht der besten Filme des Jahres 2022.
Auf der Website Allociné hält Petite Maman derzeit eine Presse-Bewertung von 3,6 von 5 Sternen, basierend auf über 30 französischsprachigen Kritiken. Vom französischen Publikum wurde Sciammas Regiearbeit etwas schlechter beurteilt. Die französischen Medien Libération und Le Monde sowie die Filmzeitschrift Positif vergaben die höchste bzw. zweithöchste Bewertung, während Le Figaro das Werk mit nur 2 von 5 Sternen versah.

## Auszeichnungen
Petite Maman wurde in den Jahren 2021/22 für über 40 internationale Film- bzw. Festivalpreise nominiert, von denen das Werk acht gewinnen konnte. Zu den erhaltenen Auszeichnungen gehören u. a. der Preis der Filmkritikervereinigung von Los Angeles als bester fremdsprachiger Film sowie der FIPRESCI-Preis des Internationalen Filmfestivals von Stockholm.
| Filmpreis (Auswahl)                              | Kategorie                            | Resultat             | Preisträger/ Nominierte            |
| ------------------------------------------------ | ------------------------------------ | -------------------- | ---------------------------------- |
| Berlinale 2021                                   | Goldener Bär – Bester Film           | Nominiert            | Bénédicte Couvreur                 |
| British Academy Film Awards 2022                 | Bester nicht-englischsprachiger Film | Nominiert            | Céline Sciamma, Bénédicte Couvreur |
| British Independent Film Awards 2021             | Bester internationaler Film          | Nominiert            | Céline Sciamma, Bénédicte Couvreur |
| Chicago Film Critics Association Awards 2021     | Bester fremdsprachiger Film          | Nominiert            | Frankreich                         |
| Independent Spirit Awards 2022                   | Bester internationaler Film          | Nominiert            | Frankreich                         |
| London Critics’ Circle Film Awards 2022          | Bester fremdsprachiger Film          | Nominiert            | Frankreich                         |
| London Critics’ Circle Film Awards 2022          | Beste Regie                          | Nominiert            | Céline Sciamma                     |
| Mar del Plata Film Festival 2021                 | ADF Cinematography Award             | Gewonnen             | Claire Mathon                      |
| Mar del Plata Film Festival 2021                 | SIGNIS Award – Lobende Erwähnung     | Gewonnen             | Céline Sciamma                     |
| Mar del Plata Film Festival 2021                 | Bester Film                          | Nominiert            | Céline Sciamma                     |
| Los Angeles Film Critics Association Awards 2021 | Bester fremdsprachiger Film          | Gewonnen             | k. A.                              |
| National Society of Film Critics Awards 2022     | Bester Film                          | Nominiert (2. Platz) | k. A.                              |
| National Society of Film Critics Awards 2022     | Beste Regie                          | Nominiert (3. Platz) | Céline Sciamma                     |
| San Sebastián International Film Festival 2021   | Publikumspreis                       | Gewonnen             | Céline Sciamma                     |
| Stockholm Film Festival 2021                     | FIPRESCI-Preis – Bester Film         | Gewonnen             | Céline Sciamma                     |